# 清硬腭塞擦音
清硬腭塞擦音 是一種輔音，被使用於一些口語中，其國際音標（IPA）記做⟨c͡ç⟩或⟨c͜ç⟩；X-SAMPA音標寫作c_C。其中間的弧線可以省略，則音標可以分別改寫作⟨cç⟩（IPA）、 cC（X-SAMPA）。
此音等價於不帶噝音的清齦腭塞擦音[t͡ɕ]。
清硬腭塞擦音出現於匈牙利語、斯科爾特薩米語等其他自然語言。但就比例上來說，這個輔音並不多見，尤其它幾乎不存在於歐洲（阿爾巴尼亞語和部分烏拉語系語言例外）。擁有此音的語言中，也通常能找到它對應的濁輔音－濁硬腭塞擦音。
除了此音以外，一些語言中還有另一個相近的清後腭塞擦音。與清硬腭塞擦音相比，其調音部位更靠近上腭後部、接近軟腭的位置，但位置仍比清軟腭塞擦音靠前。國際音標並沒有給清後腭塞擦音的獨立符號，但可以將清硬腭塞擦音加上後移符號（如⟨c̠͡ç̠⟩、⟨c͡ç˗⟩），或將清軟腭塞擦音⟨k͡x⟩加上前移符號（如⟨k̟͡x̟⟩）以表示清後腭塞擦音，本文中僅使用前者。其X-SAMPA音標分別寫作c_-_C_-和k_+_x_+。
尤其在寬式音標中，清後腭塞擦音還可以被描述為「被腭音化的軟腭塞擦音」，國際音標記成(⟨k͡xʲ⟩／⟨k͜xʲ⟩，X-SAMPA記成k_x'／k_x_j。

## 特徵
清硬腭塞擦音的特徵有：
- 調音部位是硬腭，即其以將舌頭中間或背部升至硬腭來發音。
清後腭塞擦音的調音部位則在硬腭後方接近軟腭處，使其聽起來更像是[k͡x]音。

- 氣流機制是肺部氣流，即由肺與橫膈膜驱动空气。

## 出現於
| 語言           | 語言           | 詞彙        | IPA          | 意思           | 註釋                                                                                        |
| -------------- | -------------- | ----------- | ------------ | -------------- | ------------------------------------------------------------------------------------------- |
| 阿爾巴尼亞語   | 標準方言       |             | [c͡çaj]       | 我哭泣         | 在某些方言可能會和[t͡ʃ]合併。在托斯克阿爾巴尼亞語的一些變體中為[c]音。參見阿爾巴尼亞語音系。 |
| 荷蘭語         | 荷蘭語         |             | [ˈbɑc̠͡ç̠jə]    | 托盤（小詞）   | 為後腭音，是/k/在/j/前的同位異音。參見荷蘭語音系。                                          |
| 匈牙利語       | 匈牙利語       | tyúk        | [c͡çuːk]      | 母雞           | 參見匈牙利語音系。                                                                          |
| 凱恩岡語       | 凱恩岡語       | [c͡çɔi̯ɟ]     | [c͡çɔi̯ɟ]      | 長腳蚊         | /ç/在字首的另一種理解。                                                                     |
| 韓語           | 韓語           | 켜다/kyeoda | [c͡çɘː.dɐ]    | 打開           | /kʰ/在/i/與/j/前的同位異音，參見朝鲜语音系。                                                |
| 盧紹錫德語     | 盧紹錫德語     | ɬičáʔa      | [ɬic͡çaʁˀa]   | 網（複數）     |                                                                                             |
| 納瓦荷語       | 納瓦荷語       | ashkii      | [aʃc͡çiː]     | 男孩           | /kʰ/在/i/與/e/前的同位異音。參見納瓦荷語音系                                                |
| 挪威語         | 中央方言       |             | [ic͡çə]       | 不、非         | 參見挪威語音系                                                                              |
| 挪威語         | 西部方言       |             | [ic͡çə]       | 不、非         | 參見挪威語音系                                                                              |
| 斯科爾特薩米語 | 斯科爾特薩米語 | sääˊmǩiõll  | [sʲaamc͡çiɘl] | 斯科爾特薩米語 |                                                                                             |

## 註解
1. ↑  除了後腭（post-palatal），這類型的發音還有後移硬腭（retracted palatal）、後部硬腭（backed palatal）、硬腭軟腭（palato-velar）、前軟腭（pre-velar或front-velar）、前移軟腭（advanced velar）、前部軟腭（fronted velar）等稱呼。為簡單起見，本文僅使用後腭一詞。
2. ↑  Palatal controversies Péter Siptár （页面存档备份，存于）(2013)
3. 1 2  Collins & Mees (2003)，第193頁.
4. ↑  Jolkesky (2009)，第676, 681頁.
5. ↑  Jolkesky (2009)，第681頁.
6. 1 2  Skjekkeland (1997)，第96–100頁.